# Лука Дана
Лука Дана (англ. Dana Meadows) — лука, що знаходиться біля східного в'зду до Національного парку Йосеміті (Каліфорнія, США) біля підніжжя гори Дана, недалеко від луки Толумн і перевалу Тьога.
На висоті 9728 футів (2965 м) взимку луг може бути вкритий снігом до 162 дюймів (411 см).
Луки названі на честь Джеймса Дуайта Дани (1813–1895), професора геології та природної історії в Єльському університеті.
| США | Це незавершена стаття з географії США. Ви можете допомогти проєкту, виправивши або дописавши її. |

1. ↑  Geographic Names Information System. edits.nationalmap.gov. Процитовано 2 березня 2025.
2. ↑  Place Names of the Sierra Nevada: From Abbot to Zumwalt - Browning, Peter: 9780899970479 - AbeBooks. www.abebooks.com (англ.). Процитовано 2 березня 2025.